# Lisa Coleman
Lisa Coleman, född 17 augusti 1960, är en amerikansk musiker, som spelar piano och keyboard. Mest känd för sitt arbete med Prince och musiken kring TV-serien Heroes.